# Scheppingsleer (christelijke theologie)
De scheppingsleer maakt deel uit van het vakgebied systematische theologie binnen de theologie. Het gaat hier dus niet om een natuurkundige of biologische (evolutionaire of creationistische) maar een theologische benadering van de natuur of althans Gods scheppingsdaad.

## Inhoud
De Apostolische Geloofsbelijdenis opent met de zin Ik geloof in God, de almachtige Vader, Schepper van hemel en aarde. De geloofsbelijdenis van Nicea-Constantinopel zet met vergelijkbare woorden in. In het onderdeel scheppingsleer van de systematische theologie wordt (theologisch en niet natuurwetenschappelijk) nagedacht over bijvoorbeeld de vraag wat het betekent om te geloven dat God de Schepper is, wat het betekent dat de wereld geschapen is of hoe Schepper en schepsel zich verhouden. Gijsbert van den Brink en Cornelis van der Kooi stellen in hun Christelijke Dogmatiek dat de christelijke scheppingsleer zeer veel rijker is dan dat ze slechts antwoord zou geven op de vraag hoe en wanneer de wereld geschapen werd. Benjamin Breckinridge Warfield stelde dat de scheppingsleer en de evolutietheorie niet hetzelfde vlak bestrijken. De scheppingsleer gaat over het ontstaan van het leven, de evolutietheorie gaat over de ontwikkeling van het leven.

## De mens

### 'Beeld van God'
Volgens Genesis 1 vers 26-28 is de mens naar 'Gods beeld' (imago Dei) geschapen. Een 'beeld' is iets wat iets anders weerspiegelt en dus op het andere lijkt. Wanneer de mens 'beeld van God' wordt genoemd, betekent dit dus dat de mens op enigerlei wijze op God lijkt. Het 'beeld van God' moet niet slechts in het lichamelijk of het geestelijke van de mens gezocht worden, maar in de gehele mens. Volgens Van den Brink en Van der Kooi is het belangrijk om de mens als 'beeld van God' niet empirisch maar theologisch te funderen. Het idee van de mens als 'beeld van God' is theologisch gezien wezenlijk voor het mens-zijn. Het houdt in dat het behoort bij het wezen van het mens-zijn om in relatie tot God te staan. Het beeld van God ligt dus in een roeping om met God in relatie te staan, om op Gods uitnodiging te reageren. Uit Genesis 1 blijkt dat de mens als geslachtelijk wezen tot het 'beeld van God' behoort, zowel de man in zijn man-zijn als de vrouw in haar vrouw-zijn vertoont het beeld van God. In de Rooms-katholieke traditie is het 'beeld van God' door de zondeval nauwelijks aangetast. In de traditie van de reformatie is het 'beeld van God' door de zondeval van de mens ernstig misvormd. Artikel 14 uit de Nederlandse Geloofsbelijdenis spreekt daarom over resten van het beeld van God.

### Een bescheiden plaats
Het scheppingsverhaal maakt duidelijk dat de mens geschapen is naar het beeld van God, in onderscheid van de dieren. Maar dit verhaal maakt ook duidelijk dat het op aarde niet allemaal om de mens draait. Zo heeft de mens in het scheppingsverhaal geen eigen scheppingsdag, maar is de mens op dezelfde dag als de dieren geschapen. Mensen zijn ook niet de kroon op de schepping, want dat is de sabbat, de rustdag. De mens is ook niet het enige intelligente wezen dat geschapen is, er zijn bijvoorbeeld ook engelen. Daarnaast is de mens in verband met het voedsel afhankelijk van de andere schepsels.

## Schepping, zondeval, verlossing
In Genesis 1 vers 26 staat beschreven hoe God over de door Hem gemaakte schepping zegt: 'het was zeer goed'. In Genesis 3 staat beschreven hoe de eerste mensen in zonde vielen en hun nageslacht daarin meenamen, maar beschrijft ook de belofte van de verlossing. Onder christenen en theologen wordt er nagedacht over de verhouding tussen schepping, zondeval en verlossing.
Volgens de Nederlandse theoloog Hendrikus Berkhof is het blijkbaar nooit Gods bedoeling geweest om een wereld kant en klaar in het aanzijn te roepen. God wilde - volgens Berkhof - blijkbaar dat zijn schepping een geschiedenis doormaakt van weerstand en worsteling, van lijden en strijden. De volmaaktheid van de schepping staat daarmee niet aan het begin, maar aan het eind van de geschiedenis waarin het heil gestalte krijgt. De kern van de zonde is volgens Berkhof de op onbegrijpelijke wijze verbroken geloofsrelatie tot God. De zonde is de ontwrichting van de verhouding van de mens tot God, tot de naaste en tot de natuur. Theoloog en ethicus Harry Kuitert stelt dat men schepping, zondeval en verlossing het beste kan opvatten als drie typeringen van de werkelijkheid, als drie machten die actief zijn. De Zwitserse theoloog Karl Barth beschouwde schepping en verlossing als een eenheid. De eerste hoofdstukken van Genesis zijn volgens Barth 'sage'.
In de klassiek gereformeerde opvatting stelt men dat er vanwege de radicaliteit van de mens als zondaar geen sprake kan zijn van positieve vooruitgang. Alleen door wedergeboorte, geloof en bekering kan men delen in het heil van God. De gelovige mens (die zondaar blijft) wordt hersteld door het werk van de Heilige Geest. De uiteindelijke opstanding - met een verheerlijkt lichaam - is de voltooiing van het herscheppende werk van de Heilige Geest, en de opstanding van Jezus Christus is hier het fundament van. De heerlijkheid van de verloste schepping is zoveel rijker als Christus heerlijker is dan de eerste mens. Er is dus wel een verschil tussen de 'goede schepping' en de definitief 'verloste schepping' van na Christus' wederkomst.

## Het doel van de schepping
De gereformeerde leer noemt in het spoor van Johannes Calvijn als doel van de schepping de verheerlijking van God. Niet de mens staat in het middelpunt, maar God om wie en door Wie alle dingen bestaan. Dit is ook zo verwoord in de eerste vraag van de Westminster Catechismus.
Volgens Arnold van Ruler is de schepping het eigenlijke werk van God. Zo schrijft Van Ruler bijvoorbeeld ‘alles draait om Christus, maar alles gaat om de verlossing van de schepping en het aanbreken van het rijk van God op de aarde’. De aarde had er volgens van Ruler ook niet kunnen zijn, maar God gunt ook ons mensen het plezier van er te zijn. De schepping berust volgens Van Ruler en vele andere theologen dus niet op noodzaak, maar op Gods wil en welbehagen.

## De verhouding tussen theologie en natuurwetenschappen
Juist bij de scheppingsleer moet de theologie zich verhouden tot de natuurwetenschappen en de onderzoeksresultaten van (biologisch, natuurkundig, etc.) wetenschappelijk onderzoek. Er zijn meerdere wijzen waarop christenen en theologen hiermee omgaan. Van belang hierbij is de wijze waarop men de Bijbel interpreteert en de manier waarop men omgaat met (natuur) wetenschappelijke resultaten en de hieruit getrokken conclusies. Een bekend voorbeeld waarbij de verhouding tussen theologie en natuurwetenschap een (grote) rol speelt is de discussie tussen het creationisme en de evolutietheorie, men kan echter ook denken aan antropologie.
Binnen de Rooms-Katholieke Kerk ligt de discussie over schepping en evolutie anders dan binnen het protestantisme. Het leergezag van de Rooms-Katholieke Kerk heeft zich in het verleden ondubbelzinnig gedistantieerd van het creationisme. Wel stelt men dat de ziel van de mens niet door evolutie is ontstaan. De Rooms-Katholieke Kerk heeft zich niet principieel verzet tegen een evolutionaire benaderingswijze, over de mate waarin er sprake is van ´aanvaarding´ verschillen de meningen. In de praktijk betekende dit dat er op Rooms-Katholieke scholen onderwezen werd in de evolutietheorie, terwijl dit op gereformeerde scholen problematisch was.
De Amerikaanse gereformeerde theoloog Benjamin Breckinridge Warfield wijst het darwinisme niet principieel af, al is hij wel kritisch. Hij wijst het evolutionisme als wereldbeschouwing of filosofie ten stelligste af, want dat is gebaseerd op vooronderstellingen die het bovennatuurlijke uitsluiten of overbodig maken. Volgens Warfield hoeft de evolutietheorie geen probleem te zijn, mits zij haar grenzen in acht neemt en niet meer pretendeert te zijn dan een mogelijke verklaring van de wijze waarop God in zijn voorzienigheid werkt. In Nederland zoekt de Hervormd Gereformeerde Gijsbert van den Brink naar mogelijkheden om orthodox-christelijke theologie en neodarwiniaanse evolutietheorie samen te denken. In 2017 publiceerde hij het boek En de aarde bracht voort, een werk over christelijk geloof en evolutie. In dit boek waarschuwt hij er onder andere voor om God niet te reduceren tot een God van de gaten.
Aan de andere kant van het spectrum zijn er gelovigen die geloven in een schepping in zes dagen. Vaak lezen zij de eerste hoofdstukken van Genesis als een historisch verslag van Gods schepping in zes dagen. Vanwege deze historische lezing proberen zij natuurwetenschappelijke argumenten te vinden ter ondersteuning van de schepping. Evenals de christenen die openstaan (voor een vorm van) evolutie willen zijn Gods scheppingsdaad verklaren aan de hand van natuurwetenschappelijke resultaten. Zij doen dit echter op een geheel andere wijze. Een voorbeeld hiervan is de publicatie van hoogleraar Oude Testament Mart Jan Paul Oorspronkelijk. Overwegingen bij schepping en evolutie.
Een geheel ander standpunt wordt ingenomen door de Apeldoornse hoogleraar Arnold Huijgen. Volgens hem is het te simpel om bij het denken over Gods scheppingsdaad te denken in termen van creationisme of evolutionisme. De belijdenis dat God de Schepper is van hemel en aarde, gaat volgens hem niet om een natuurwetenschappelijke uitspraak. Hij stelt dat theologen zich bij hun vakgebied (de theologie) moeten houden en natuurkundigen of biologen bij hun eigen vakgebied moeten blijven. Een theoloog moet zich niet aanmatigen dat men beter dan de natuurwetenschapper weet hoe hij zijn vak moet doen. Andersom betekent dat ook dat men er voor moet waken dat evolutionisme als naturalistische ideologie het denken gaat beheersen en reductionistisch gaat werken. Dit omdat theologen (in de regel) geen experts zijn in andere vakgebieden en natuurkundigen (in de regel) geen experts zijn in de theologie.